# Ildefons
Ildefons – imię męskie pochodzenia germańskiego. Wywodzi się od słów hild "walka, potyczka" i funs  "gotowy", co mogło oznaczać "gotowego do walki". Patronem tego imienia jest św. Ildefons z Toledo, zakonnik, biskup (VII wiek).
Ildefons imieniny obchodzi 23 stycznia.
Znane osoby o tym imieniu:
- Ildefons z Toledo (zm. 667), arcybiskup Toledo, święty
- Ildefons Houwalt (1910–1987), artysta malarz, ułan i żołnierz Armii Krajowej
- Ildefons Krysiński (1795–1870)
- Ildefons Lima (ur. 1979), piłkarz andorski
- Konstanty Ildefons Gałczyński (1905–1953), poeta polski